# I liga polska w hokeju na lodzie (1967/1968)
13. sezon I ligi polskiej w hokeju na lodzie rozegrany został na przełomie 1967 i 1968 roku. Był to 32 sezon rozgrywek o Mistrzostwo Polski w hokeju na lodzie. Mistrzem Polski został zespół GKS-u Katowice. Był to 5 tytuł mistrzowski w historii klubu.

## Runda zasadnicza

### Tabela
| Lp. | Zespół            | M  | Pkt | W  | R | P  | G+  | G−  | +/−  |
| --- | ----------------- | -- | --- | -- | - | -- | --- | --- | ---- |
| 1   | GKS Katowice      | 36 | 60  | 27 | 6 | 3  | 172 | 71  | +101 |
| 2   | Podhale Nowy Targ | 36 | 42  | 18 | 6 | 12 | 135 | 117 | +18  |
| 3   | Legia Warszawa    | 36 | 40  | 17 | 6 | 13 | 154 | 131 | +23  |
| 4   | Pomorzanin Toruń  | 36 | 40  | 18 | 4 | 14 | 132 | 114 | +18  |
| 5   | Baildon Katowice  | 36 | 40  | 19 | 2 | 15 | 144 | 134 | +10  |
| 6   | Naprzód Janów     | 36 | 32  | 15 | 2 | 19 | 98  | 126 | -28  |
| 7   | Polonia Bydgoszcz | 36 | 31  | 14 | 3 | 19 | 134 | 148 | -14  |
| 8   | Górnik Murcki     | 36 | 31  | 14 | 3 | 19 | 104 | 143 | -39  |
| 9   | ŁKS Łódź          | 36 | 22  | 8  | 6 | 22 | 116 | 153 | -37  |
| 10  | Cracovia          | 36 | 22  | 9  | 4 | 23 | 111 | 163 | -52  |

## Grupa mistrzostwa

### Tabela
| Lp. | Zespół            | M  | Pkt | W  | R | P  | G+  | G−  | +/−  |
| --- | ----------------- | -- | --- | -- | - | -- | --- | --- | ---- |
| 1   | GKS Katowice      | 46 | 73  | 32 | 9 | 5  | 215 | 99  | +116 |
| 2   | Pomorzanin Toruń  | 46 | 53  | 24 | 5 | 17 | 177 | 147 | +30  |
| 3   | Podhale Nowy Targ | 46 | 52  | 23 | 6 | 17 | 174 | 155 | +19  |
| 4   | Legia Warszawa    | 46 | 49  | 21 | 7 | 18 | 191 | 174 | +17  |
| 5   | Baildon Katowice  | 46 | 48  | 22 | 4 | 20 | 174 | 170 | +4   |
| 6   | Naprzód Janów     | 46 | 39  | 17 | 5 | 24 | 126 | 170 | -44  |

      = Mistrz Polski

## Grupa spadkowa

### Tabela
| Lp. | Zespół            | M  | Pkt | W  | R | P  | G+  | G−  | +/− |
| --- | ----------------- | -- | --- | -- | - | -- | --- | --- | --- |
| 7   | Polonia Bydgoszcz | 42 | 39  | 18 | 3 | 21 | 172 | 174 | -2  |
| 8   | Górnik Murcki     | 42 | 37  | 17 | 3 | 22 | 126 | 168 | -42 |
| 9   | Cracovia          | 42 | 30  | 13 | 4 | 25 | 142 | 190 | -48 |
| 10  | ŁKS Łódź          | 42 | 24  | 9  | 6 | 27 | 133 | 183 | -50 |

      = Drużyny, które spadły do I ligi

## Skład Mistrza Polski
GKS Katowice: Tkacz, Białoń, Sitko, M.Lebek, Hartman, Reguła, K.Fonfara, A.Fonfara, Konieczny, Gabriel, Wilczek, Kretek, Malicki, Małysiak, Siemiński, Borowski, Broda, Olesiński, Świercz. Trener: Konopasek (CSRS).